# OB asociace

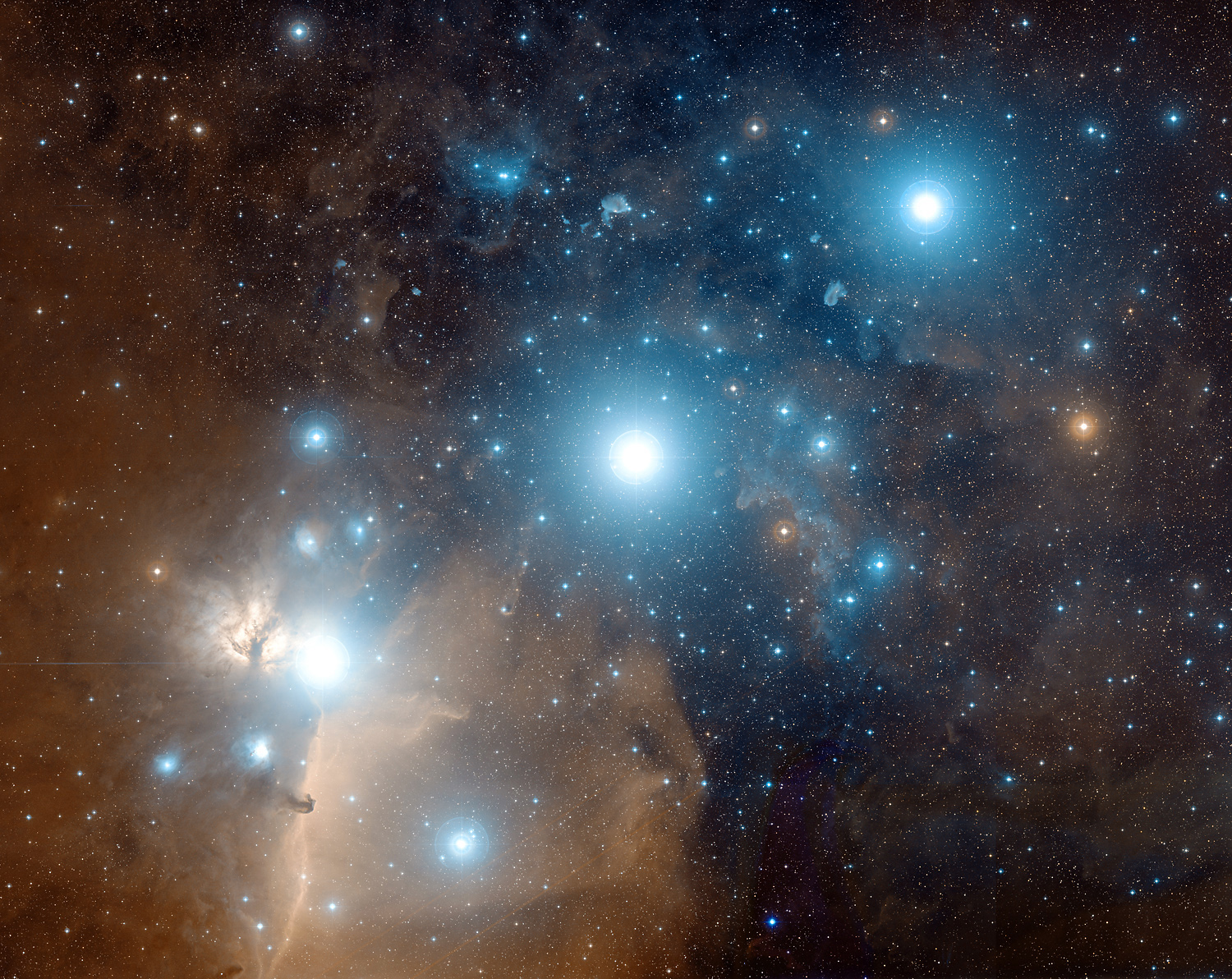
Orionův pás; bohaté hvězdné pole na pozadí tvoří středovou část OB asociace nazývané Orion OB1b.

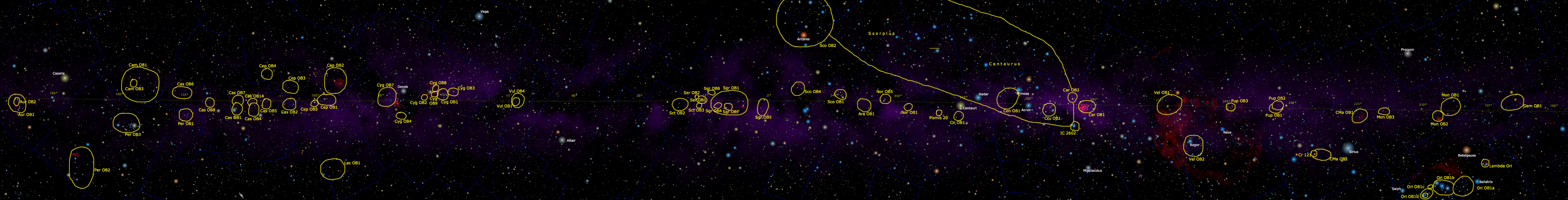
Mapa Mléčné dráhy s přehledem hlavních OB asociací.

Výraz OB asociace v astronomii označuje hvězdnou asociaci (skupinu) mladých horkých hmotných hvězd spektrální třídy O a B, které se nachází v omezené oblasti prostoru a které vydávají ultrafialové záření, jež ionizuje okolní plyn, čímž vzniká HII oblast. OB asociace mohou obsahovat několik jednotek nebo až stovku hvězd a obecně se nachází v galaktickém disku spirálních galaxií, ve kterých je tvorba hvězd nejvýraznější.
Z krátkého života hvězd typu O a B vyplývá, že také OB asociace jsou v astronomickém měřítku velmi mladé – jejich stáří je 5 až 50 milionů let. Jde tedy o oblasti významné pro studium vzniku hvězd.
OB asociace se nachází zejména v ramenech spirálních galaxií, tedy i v ramenech naší Galaxie. Často se nachází blízko velkých molekulárních mračen, ve kterých hvězdy těchto asociací vznikly a díky jejich malému stáří se tedy od svého místa vzniku příliš nevzdálily. OB asociace mohou nabývat značných rozměrů, jejich hvězdy mohou být rozptýlené až na stovky světelných let. Takové asociace se kvůli slapové síle galaxie rozptýlí v astronomicky krátké době. V jiných galaxiích můžeme OB asociace pozorovat překvapivě snadněji než v naší galaxii, protože tmavé prachové pásy zakrývají mnoho objektů uvnitř Mléčné dráhy.
Mnoho hvězd souhvězdí Orionu patří do asociace Orion OB1, která se nachází ve vzdálenosti 1 500 světelných let od Slunce.
OB asociacím se podobají R asociace, ve kterých jsou mladé hvězdy obklopené jemnou mlhovinou; záření těchto hvězd osvětluje část těchto plynů a vzniká tak reflexní mlhovina.
| Hlavní OB asociace |             |             |                               |                                          |                          |                                    |
| Nome               | Rektascenze | Deklinace   | Galaktické souřadnice         | Vzdálenost od Slunce – pc (světelný rok) | Příslušné rameno Galaxie | Významné objekty                   |
| Sagittarius OB5    | 17h 55m s   | −28°        | l = 0°; b = −1,0°             | 3000 (9800)                              | Rameno Střelce           | —                                  |
| Sagittarius OB1    | 18h 10m s   | −22°        | l = 9,0°; b = 0°              | 1500 (4900)                              | Rameno Střelce           | M8; Sh2-34                         |
| Sagittarius OB7    | 18h 15m s   | −20°        | l = 10,5°; b = −1,5°          | 1750 (5700)                              | Rameno Střelce           | Sh2-35; Sh2-37                     |
| Sagittarius OB4    | 18h 17m s   | −19°        | l = 12,0°; b = −1,0°          | 2400 (7800)                              | Rameno Střelce           | M24                                |
| Sagittarius OB6    | 18h 13m s   | −16°        | l = 14,0°; b = +1,0°          | —                                        | Rameno Střelce           | —                                  |
| Serpens OB1        | 18h 21m s   | −15°        | l = 17,0°; b = 0°             | 1700 (5540)                              | Rameno Střelce           | M16; M17; NGC 6611                 |
| Scutum OB3         | 18h 26m s   | −14°        | l = 17,5°; b = −1,0°          | 1700 (5540)                              | Rameno Střelce           | Sh2-50                             |
| Serpens OB2        | 18h 21m s   | −12°        | l = 18,5°; b = +1,5°          | 1700 (5540)                              | Rameno Střelce           | M16; NGC 6604                      |
| Scutum OB2         | 18h 35m s   | −09°        | l = 23,0°; b = −0,5°          | —                                        | Rameno Střelce           | —                                  |
| Vulpecula OB1      | 19h 45m s   | +24°        | l = 60,5°; b = 0°             | 2300 (7500)                              | Rameno Orionu            | Sh2-86; Sh2-87; Sh2-88             |
| Vulpecula OB4      | 19h 44m s   | +24°        | l = 60,5°; b = +0,5°          | 1000 (3300)                              | Rameno Orionu            | oblast mezi Sh2-82 a Sh2-91        |
| Cygnus OB3         | 20h 09m s   | +35°        | l = 72,5°; b = +2,0°          | 2300 (7500)                              | Rameno Persea            | —                                  |
| Cygnus OB1         | 20h 19m s   | +37°        | l = 75,5°; b = +1,0°          | 1800 (5870)                              | Rameno Orionu            | Cygnus X                           |
| Cygnus OB8         | 20h 19m s   | +40°        | l = 77,5°; b = +3,5°          | 2300 (7500)                              | Rameno Orionu            | —                                  |
| Cygnus OB9         | 20h 28m s   | +40°        | l = 78,0°; b = +1,5°          | 1750 (5700)                              | Rameno Orionu            | Cygnus X                           |
| Cygnus OB2         | 20h 34m s   | +41°        | l = 80,3°; b = +1,0°          | 1800 (5870)                              | Rameno Orionu            | Cygnus X; Cyg OB2-12               |
| Cygnus OB4         | 21h 07m s   | +39°        | l = 82,5°; b = −7,5°          | 1100 (3600)                              | Rameno Orionu            | —                                  |
| Cygnus OB7         | 21h 05m s   | +50°        | l = 90,0°; b = +2,0°          | 800 (2600)                               | Rameno Orionu            | NGC 7000; IC 5070                  |
| Cepheus OB2        | 21h 55m s   | +59°        | l = 102,5°; b = +5,5°         | 900 (2900)                               | Rameno Orionu            | IC 1396; Sh2-134                   |
| Cepheus OB1        | 22h 23m s   | +56°        | l = 103,0°; b = −2,0°         | 3500 (11 400)                            | Rameno Persea            | Sh2-132                            |
| Cepheus OB6        | 22h 28m s   | +57°        | l = 104,0°; b = −0,5°         | 270 (880)                                | Rameno Orionu            | δ Cephei                           |
| Lacerta OB1        | 22h 35m s   | +43°        | l = 98,0°; b = −13,0°         | 370 (1200)                               | Rameno Orionu            | Sh2-126                            |
| Cepheus OB5        | 22h 59m s   | +58°        | l = 108,5°; b = −3,0°         | 2100 (6850)                              | Rameno Persea            | NGC 7380                           |
| Cepheus OB3        | 23h 01m s   | +63°        | l = 111,0°; b = +3,5°         | 720 (2350)                               | Rameno Orionu            | Sh2-155; Sh2-160                   |
| Cassiopeia OB2     | 23h 15m s   | +61°        | l = 112,0°; b = 0°            | 3390 (11 050)                            | Rameno Persea            | Sh2-157                            |
| Cassiopeia OB5     | 23h 59m s   | +63°        | l = 116,5°; b = −0,5°         | 2200 (7200)                              | Rameno Persea            | Sh2-172; Sh2-173; Sh2-177          |
| Cepheus OB4        | 00h 01m s   | +67°        | l = 118,0°; b = +4,0°         | 845 (2755)                               | Rameno Orionu            | Ced 214; NGC 7822                  |
| Cassiopeia OB4     | 00h 29m s   | +63°        | l = 120,5°; b = 0°            | 2400 (7800)                              | Rameno Persea            | NGC 103                            |
| Cassiopeia OB14    | 00h 28m s   | +64°        | l = 120,5°; b = +0,5°         | 1100 (3600)                              | Rameno Orionu            | LDN 1287                           |
| Cassiopeia OB7     | 00h 56m s   | +64°        | l = 123,0°; b = +1,0°         | 2000 (6500)                              | Rameno Persea            | —                                  |
| Cassiopeia OB1     | 01h 00m s   | +61°        | l = 124,0°; b = −2,0°         | 2000 (6500)                              | Rameno Persea            | Sh2-186                            |
| Cassiopeia OB8     | 01h 49m s   | +61°        | l = 129,5°; b = −1,0°         | 2600 (8500)                              | Rameno Persea            | M103; NGC 654; NGC 663             |
| Perseus OB1        | 02h 57m s   | +57°        | l = 134,0°; b = −4,0°         | 1800 (5870)                              | Rameno Persea            | Dvojitá hvězdokupa                 |
| Cassiopeia OB6     | 02h 40m s   | +61°        | l = 136,0°; b = +1,0°         | 2100 (6800)                              | Rameno Persea            | IC 1805; IC 1848                   |
| Camelopardalis OB1 | 03h 30m s   | +59°        | l = 142,0°; b = +2,0°         | 1000 (3260)                              | Rameno Orionu            | NGC 1502; Sh2-202; vdB 14; vdB 15  |
| Perseus OB3        | 03h 22m s   | +49°        | l = 147,0°; b = −6,0°         | 184 (600)                                | Rameno Orionu            | Melotte 20                         |
| Camelopardalis OB3 | 03h 59m s   | +57°        | l = 147,0°; b = +3,0°         | 4000 (13 000)                            | Rameno Labutě            | NGC 1491; Sh2-204                  |
| Perseus OB2        | 03h 55m s   | +35°        | l = 160,0°; b = −17,0°        | 300 (980)                                | Rameno Orionu            | NGC 1333; IC 348; NGC 1499         |
| Auriga OB1         | 05h 25m s   | +34°        | l = 173,0°; b = −1,0°         | 1100/2000 (3600/6520)                    | Rameno Persea            | IC 417; NGC 1931                   |
| Auriga OB2         | 05h 29m s   | +34°        | l = 173,0°; b =0 °            | 3000/6300 (9800/20 500)                  | Rameno Labutě            | Sh2-230; IC 410                    |
| Gemini OB1         | 06h 15m s   | +22°        | l = 189,0°; b = 0°            | 1500 (4900)                              | Rameno Persea            | Sh2-248; Sh2-249                   |
| Orion OB2 (λ Ori)  | 05h 37m s   | +09°        | l = 196,0°; b = −12,0°        | 450 (1470)                               | Rameno Orionu            | Sh2-264                            |
| Monoceros OB1      | 06h 40m s   | +10°        | l = 202,0°; b = +2,0°         | 760 (2480)                               | Rameno Orionu            | Sh2-273; NGC 2264                  |
| Monoceros OB2      | 06h 34m s   | +05°        | l = 207,0°; b = −1,5°         | 1600 (5200)                              | Rameno Persea            | NGC 2244                           |
| Orion OB1          | 05h 30m s   | 0°          | l = 207,0°; b = −19,0°        | 430 (1400)                               | Rameno Orionu            | Orionův komplex; M42               |
| Monoceros OB3      | 06h 59m s   | −05°        | l = 217,5°; b = −0,5°         | 2100 (6850)                              | Rameno Persea            | Sh2-287                            |
| Canis Major OB1    | 07h 15m s   | −11°        | l = 223,0°; b = −1,5°         | 1000 (3260)                              | Rameno Orionu            | IC 2177; Cr 121                    |
| Canis Major OB2    | 07h 15m s   | −11°        | l = 235,0°; b = −8,0°         | 590 (1920)                               | Rameno Orionu            | M41                                |
| Puppis OB1         | 07h 54m s   | −27°        | l = 244,0°; b = +0,5°         | 2500 (8150)                              | Rameno Persea            | NGC 2467                           |
| Puppis OB2         | 07h 54m s   | −27°        | l = 245,0°; b = +0,5°         | 4300 (14 000)                            | Rameno Persea            | —                                  |
| Puppis OB3         | 08h 16m s   | −36°        | l = 253,5°; b = 0°            | 3300 (10 760)                            | Rameno Persea            | RCW 19                             |
| Vela OB2           | 08h 02m s   | −46°        | l = 263,0°; b = −8,0°         | 420 (1370)                               | Rameno Orionu            | Cr 173; Gumova mlhovina            |
| Vela OB1           | 08h 52m s   | −45°        | l = 265,5°; b = −0,5°         | 1700 (5540)                              | Rameno Orionu            | Vela Molecular Ridge               |
| Carina OB1         | 10h 35m s   | −59°        | l = 286,0°; b = −0,5°         | 2300 (750)                               | Rameno Střelce           | NGC 3372; Trumpler 14; Trumpler 16 |
| Carina OB2         | 11h 07m s   | −60°        | l = 290,5°; b = +0,5°         | 2200 (7200)                              | Rameno Střelce           | RCW 54                             |
| Crux OB1           | 11h 42m s   | −63°        | l = 295,0°; b = −1,0°         | 2500 (8150)                              | Rameno Střelce           | IC 2944                            |
| Centaurus OB1      | 13h 01m s   | −62°        | l = 304,0°; b = +1,0°         | 2400 (7820)                              | Rameno Střelce           | RCW 75                             |
| Circinus OB1       | 14h 46m s   | −62°        | l = 316,0°; b = −2,5°         | 3300 (10 700)                            | Rameno Štítu-Kentaura    | Pismis 20                          |
| Scorpius-Centaurus | 11-16h      | −25° - −65° | l = 290°–350°; b = +25°– −25° | 2400 (7820)                              | Rameno Orionu            | Scorpius OB2; IC 2602              |
| Norma OB1          | 16h 00m s   | −53°        | l = 328,0°; b = −0,5°         | 3000 (9800)                              | Rameno Štítu-Kentaura    | —                                  |
| Norma OB5          | 16h 14m s   | −49°        | l = 333,0°; b = +2,5°         | —                                        | Rameno Štítu-Kentaura    | —                                  |
| Ara OB1a           | 16h 41m s   | −48°        | l = 337,0°; b = −0,1°         | 1400 (4560)                              | Rameno Střelce           | NGC 6193                           |
| Ara OB1b           | 16h 42m s   | −46°        | l = 338,0°; b = 0°            | 3500 (4560)                              | Rameno Štítu-Kentaura    | —                                  |
| Scorpius OB1       | 16h 41m s   | −48°        | l = 344,0°; b = +1,5°         | 1900 (6200)                              | Rameno Střelce           | RCW 113                            |
| Scorpius OB4       | 17h 15m s   | −34°        | l = 352,5°; b = +3,0°         | —                                        | Rameno Střelce           | NGC 6357                           |